# Allenay
Allenay é uma comuna francesa na região administrativa de Altos da França, no departamento de Somme, arrondissement de Abbeville, cantão de Ault. Estende-se por uma área de 2,18 km². Em 2010 a comuna tinha 254 habitantes (densidade: 116,5 hab./km²).